# Hybomitra aurilimbus
Hybomitra aurilimbus är en tvåvingeart som först beskrevs av Stone 1938.  Hybomitra aurilimbus ingår i släktet Hybomitra och familjen bromsar. Inga underarter finns listade i Catalogue of Life.